# Erich Fellgiebel
Fritz Erich Fellgiebel (4 octobre 1886 à Pöpelwitz, arrondissement de Nimptsch - 4 septembre 1944 à Berlin) est un General der Nachrichtentruppe allemand et un résistant au Troisième Reich.

## Biographie
Il s'est notamment distingué en repérant le potentiel de la machine de cryptage Enigma.
Fritz Erich Fellgiebel était un proche de Ludwig Beck – son supérieur – et du successeur de Beck, Franz Halder, tous membre du groupe de résistants Orchestre noir (en). Lors du complot de 1944, qui devait renverser Hitler, Fellgiebel avait pour tâche de couper les communications à travers l'Allemagne, le temps que les conjurés prennent le pouvoir. 
Lors de l'attentat du 20 juillet 1944 contre Adolf Hitler exécuté par Claus von Stauffenberg, Fellgiebel occupait le poste de Chef des communications aux forces armées. Il devait couper momentanément les communications entre le Wolfsschanze et l'extérieur pour faciliter l'opération Walkyrie. Fellgiebel devait transmettre en outre, aux autres conjurés, un premier rapport sur les événements en cours. Vite identifié comme un membre du complot, Fellgiebel fut arrêté, condamné à mort et exécuté le 4 septembre 1944 à la prison de Plötzensee.
Lors de son procès devant le Volksgerichtshof, Fellgiebel ne se laissa pas impressionner par le juge nazi Roland Freisler qui invectivait et tyrannisait les accusés : lorsque Freisler lui dépeignit de manière sarcastique sa mort imminente, Fellgiebel lui rétorqua, en faisant allusion à la défaite imminente de l'Allemagne nazie : « Alors il va falloir vous dépêcher de nous pendre, Monsieur le Président, sinon vous serez pendu avant nous. »